# Doctor Manuel Velasco Suárez, Sabanilla
Doctor Manuel Velasco Suárez är en ort i Mexiko.   Den ligger i kommunen Sabanilla och delstaten Chiapas, i den sydöstra delen av landet, 700 km öster om huvudstaden Mexico City. Doctor Manuel Velasco Suárez ligger 702 meter över havet och antalet invånare är 322.
Terrängen runt Doctor Manuel Velasco Suárez är bergig. Runt Doctor Manuel Velasco Suárez är det ganska tätbefolkat, med 96 invånare per kvadratkilometer. Närmaste större samhälle är Simojovel de Allende, 10,2 km sydväst om Doctor Manuel Velasco Suárez. Trakten runt Doctor Manuel Velasco Suárez består till största delen av jordbruksmark.